# Stade TP Mazembe
Das Stade TP Mazembe ist ein multifunktionales Stadion in Lubumbashi, Demokratische Republik Kongo. Seit seiner Eröffnung 2011 wurde es hauptsächlich für Fußballspiele benutzt und ist das Heimstadion von Tout Puissant Mazembe und CS Don Bosco. Im Stadion finden bis zu 18.000 Zuschauer Platz.